# Префектура Вакаяма
Префекту́ра Вакая́ма (яп. 和歌山県, わかやまけん, МФА: [wakajama keɴ]?) — префектура в Японії, в регіоні Кінкі.  Розташована в центральній частині острова Хоншю, на узбережжі Тихого океану. Адміністративний центр префектури — Вакаяма. Межує з префектурами Осака, Міє, Нара, а також Хьоґо й Токушіма по морю. Заснована 1871 року на основі більшої частини провінції Кії. Площа становить 4726,29 км². Станом на 1 серпня 2011 року в префектурі мешкало 994 777 осіб. Густота населення складала 210 осіб/км². Основою економіки є сільське господарство, рибальство, металургійна та нафтопереробна промисловість. На території префектури розташовані стародавніми буддистськими і шінтоїстськими святинями гір Кумано і Коя, які 2004 року були внесені до списку Світової спадщини ЮНЕСКО. 

## Географія

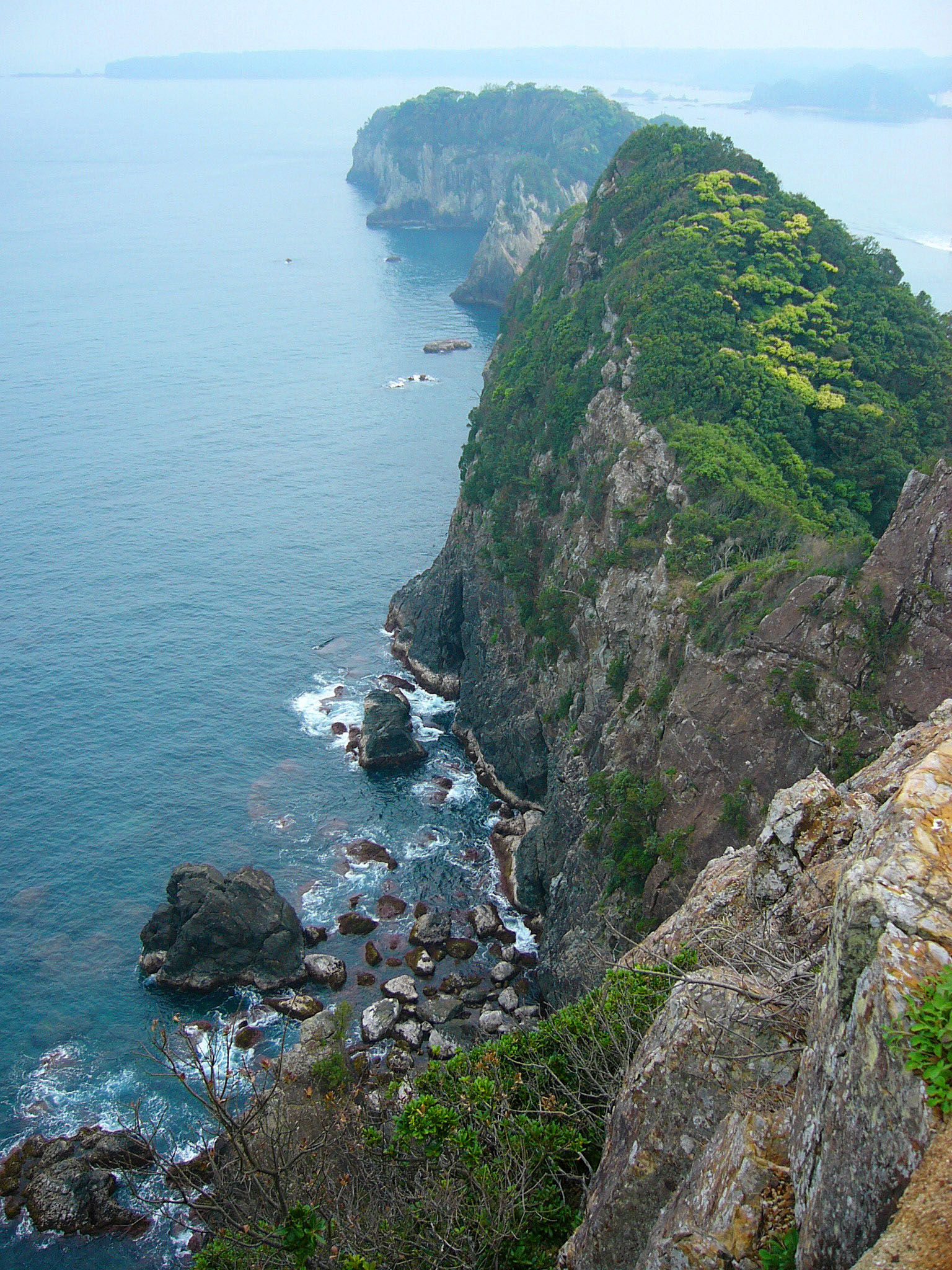
Півострів Норосі на березі Тихого океану (Натікацуура, Вакаяма)

Префектура Вакаяма розташована на південному заході півострова Кії, найбільшого півострова Японії. З півночі, по гірському хребту Ідзумі, вона межує з префектурою Осакою, на сході — з префектурою Нара, а на південному сході — з префектурою Міє. Захід і південь Вакаями омивають води Кіїського каналу і Тихого океану.
Площа префектури Вакаяма — 1 013 498 км². За цим показником вона займає 30-е місце серед інших префектур Японії.
Рельєф Вакаями переважно гористий. Більшість гір належать до Кіїського хребта. Вони мають середню висоту до 1000 м і дуже круті схили. Найвищою горою префектури є гора Ґомандан, що знаходиться на кордоні з префектурою Нара і має висоту 1382 м над рівнем моря.
У басейнах річок існують численні, але невеликі за розмірами долини й рівнини. Найдовшими річками Вакаями є Кумано (183 км), Кінокава (136 км) та Хідака (127 км)
Морські береги префектури сильно порізані, усіяні малими затоками, бухтами та лагунами. Тепла океанська течія Курошіо забезпечує багатство риби у прибережних водах.
Клімат Вакаями — вологий субтропічний. Середня температура становить 16,1 °C. Літо і зима теплі, зміна пір року не виражена чітко. Північні райони префекутри належать до кліматичної зони Внутрішнього Японського моря, де випадає мало опадів, а південні райони, які перебувають під впливом Курошіо і входять до тихоокеанської зони, страждають від великої кількість опадів. Середньорічна кількість опадів перевищує 2000 мм на рік. Висока вологість Вакаями забезпечує високу життєдайність рослин.

## Історія

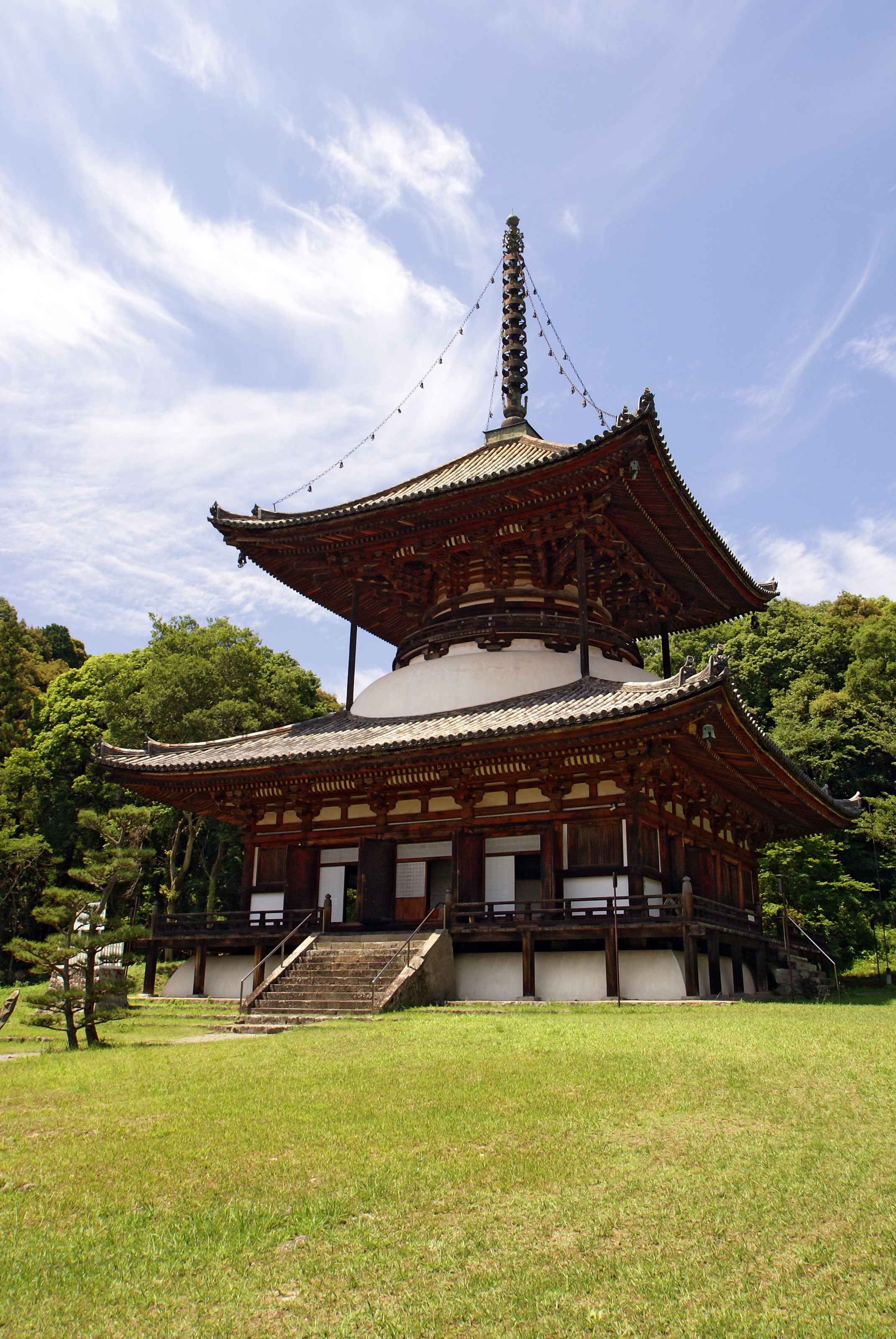
Велика пагода монастиря Неґородзі (Національний скарб Японії).

У стародавніх японських хроніках 8 століття «Кодзікі» та «Ніхон сьокі» територія сучасної Вакаями згадується як провінція Кії. З нею були пов'язані легенди про східний похід першого японського монарха, Імператора Дзімму, та синтоїстські міфи про святині південного регіону Кумано.
Археологічні знахідки, а також наявність курганів 5 — 7 століть, свідчать, що починаючи з цього часу територія Вакаями увійшла до орбіти молодої японської держави Ямато.
Провінція Кії вважалася японськими правителями священною, тому на рубежі 1 тисячоліття зусиллями влади вона була перетворена на один найбільших релігійних центрів в країні. У 816 році Імператор Саґа дарував гору Коя буддистському ченцю Кукаю, який заснував на ній монастир Конґобудзі, цитадель Сінґон-буддизму в Японії, а 1000 року Імператор Ітідзьо заклав основу монастиря Тьоходзі, майбутньої усипальниці кіїських володарів роду Токуґава. У 10 — 11 століттях серед імператорських родичів і столичної знаті стало популярним відвідування синтоїстських святилищ регіону Кумано. В 1130 році на півночі Кії було закладено монастир Неґородзі, що впродовж століть славився своїми арміями озброєних ченців.
Землі Вакаями були стратегічно важливим регіоном, зв'язковою ланкою між столицею Кіото і островом Шікоку. Проте у середньовіччі потужного світського володаря вони так і не дали. Протягом тривалого часу контроль над Вакаямою знаходився у руках дрібної місцевої знаті та релігійних лідерів — самураїв з району Сайка, ченців з монастиря Неґородзі, та піратів так званого «священного флоту» з регіону Кумано. Наприкінці 16 століття ці групи налагодили власне виробництво вогнепальної зброї й були знані по всій країні як найкращі стрільці з рушниць і гармат.
У 1585 році об'єднувач Японії Тойотомі Хідейосі підкорив землі провінції Кії та у північній частині заклав замок і місто Вакаяма. Після утворення Едоського сьоґунату вони були надані роду Асано як удільна держава Вакаяма-хан, який у 1619 році перейшов до роду кіїських Токуґава, сьоґунівських родичів. Цей рід дав країні 8-го сьоґуна Токуґаву Йосімуне, талановитого реформатора, який спромігся вивести японську економіку з кризи на посатку 18 століття.
Після реставрації прямого імператорського правління 1868 року і проведення адміністративної реформи, 29 серпня 1871 року на території Вакаяма-хану було створено префектуру Вакаяма з центром в однойменному місті. Протягом 19 — 20 століть вона залишалася одним з основних релігійних осередків Японії.

## Культура
На території префектури Вакаяма знаходиться багато стародавніх синтоїстських святилищ і буддистських монастирів. У липні 2004 року, разом із старожитностями сусідніх префектур Міє та Нара, вони були зараховані до Світової спадщини ЮНЕСКО, отримавши назву пам'ятного комплексу «Святі місця та паломницькі шляхи гірського хребта Кії».
З доісторичних часів гори цього хребта вважалися місцем проживання синтоїстських богів і духів, а 6 — 9 століттях, з поширенням і Японії буддизму, перетворилися на центри нової віри. У середньовіччі були прокладені паломницькі шляхи до найбільших релігійних центрів Кіїського хребта — трьох синтоїстських святинь, «трьох священних гір Кумано» (熊野三山), і монастирської гори Коя (高野山), цитаделі буддистської секти Сінґон.

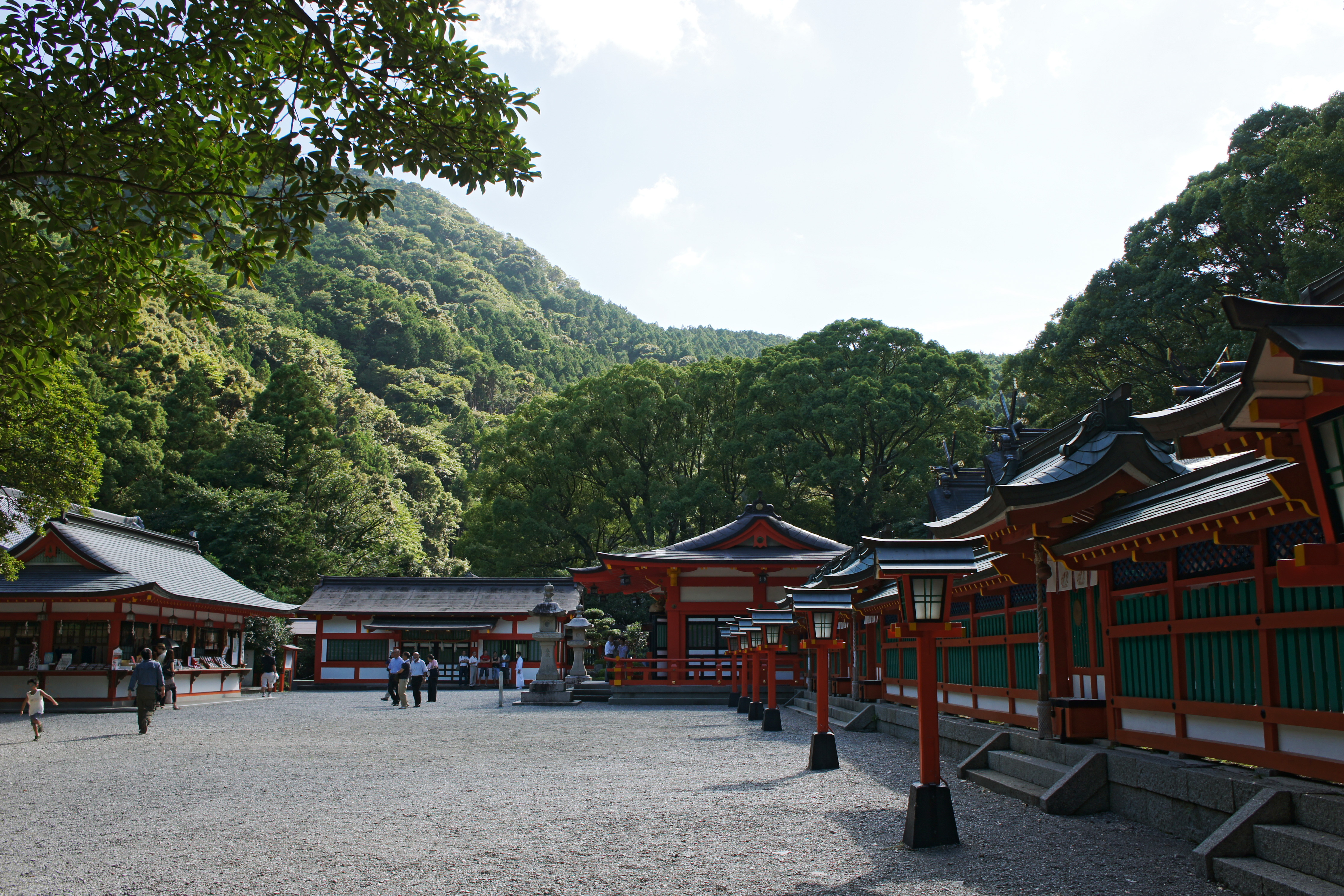
Велике святилище Кумано-Хаятама (Сінґу, Вакаяма)
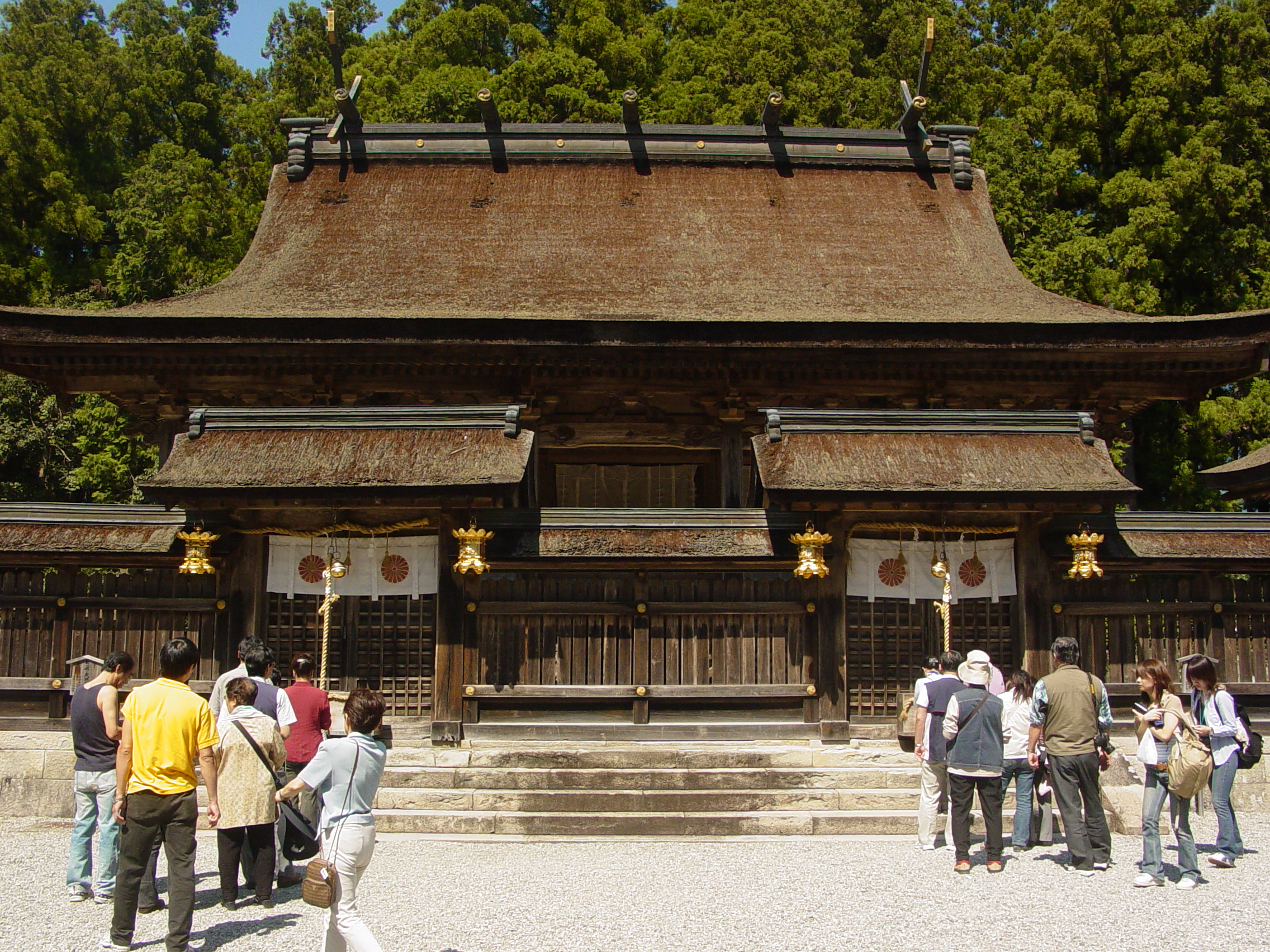
Велике святилище Кумано-Хонґу (Танабе, Вакаяма)
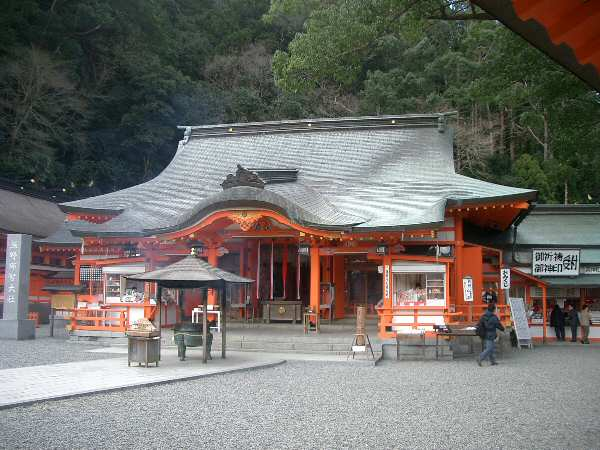
Велике святилище Кумано-Наті (Натікацуура, Вакаяма)
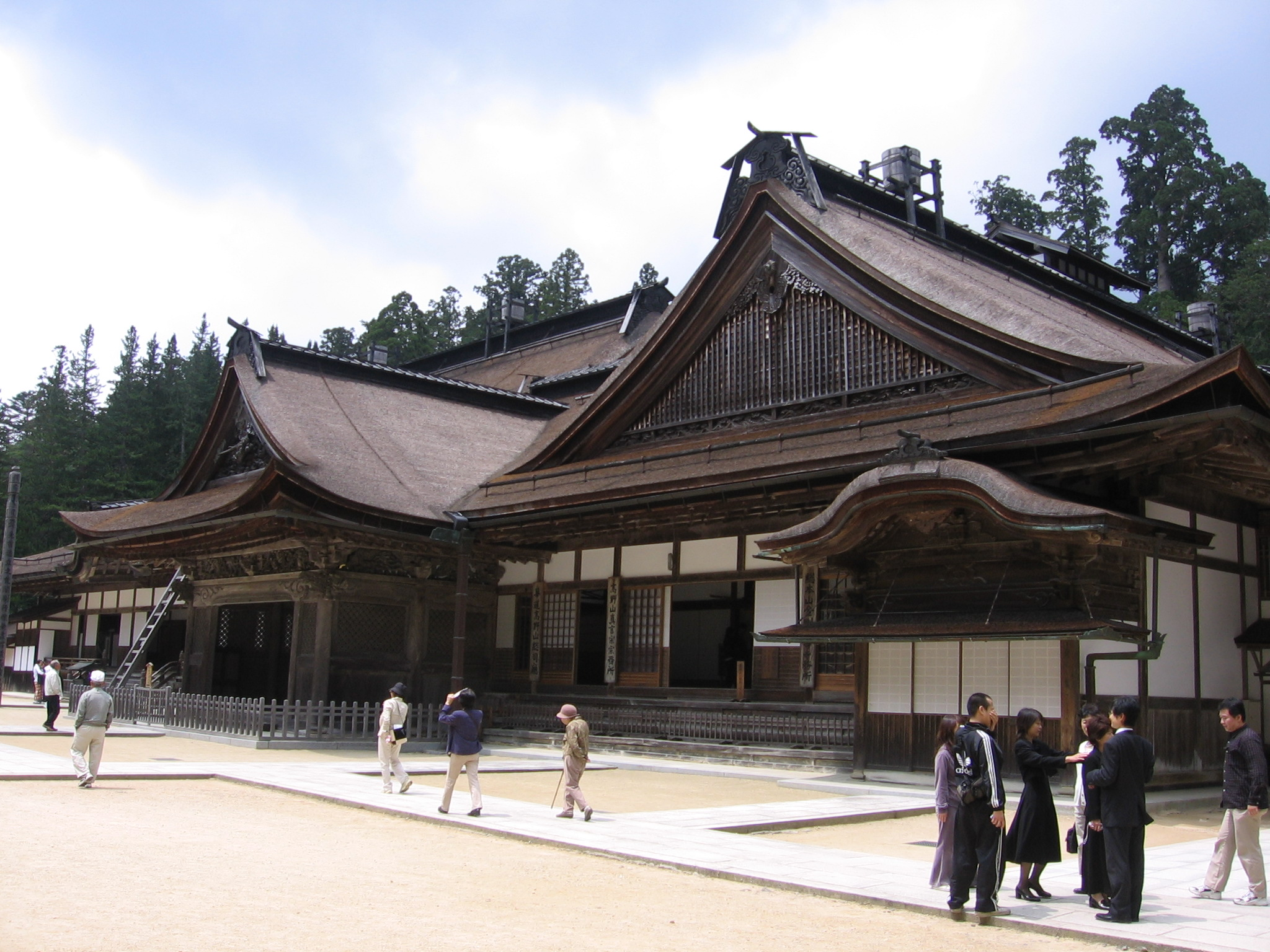
Конґобудзі на горі Коя (Коя, Вакаяма)
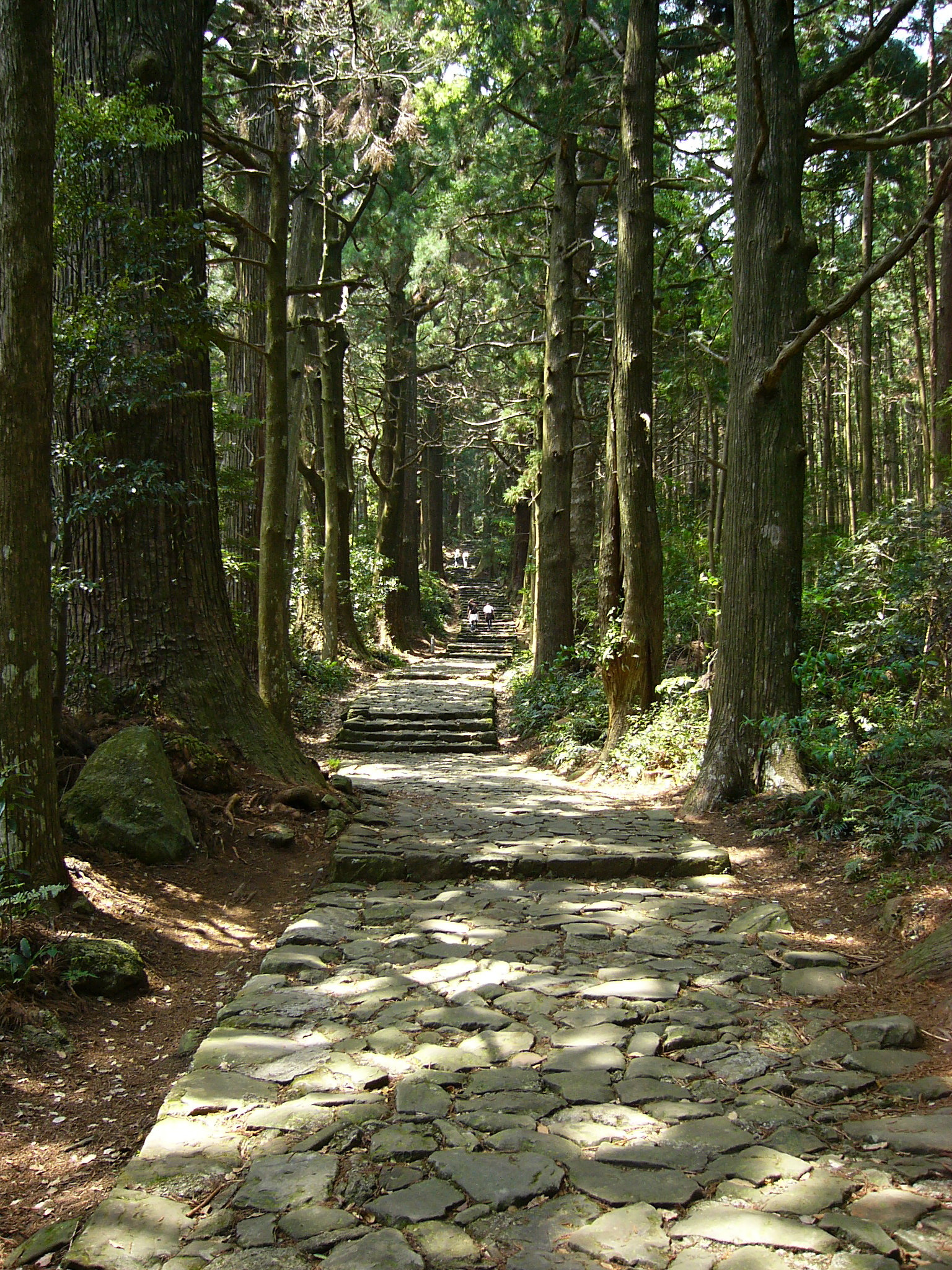
Узвіз Даймон (Натікацуура, Вакаяма)
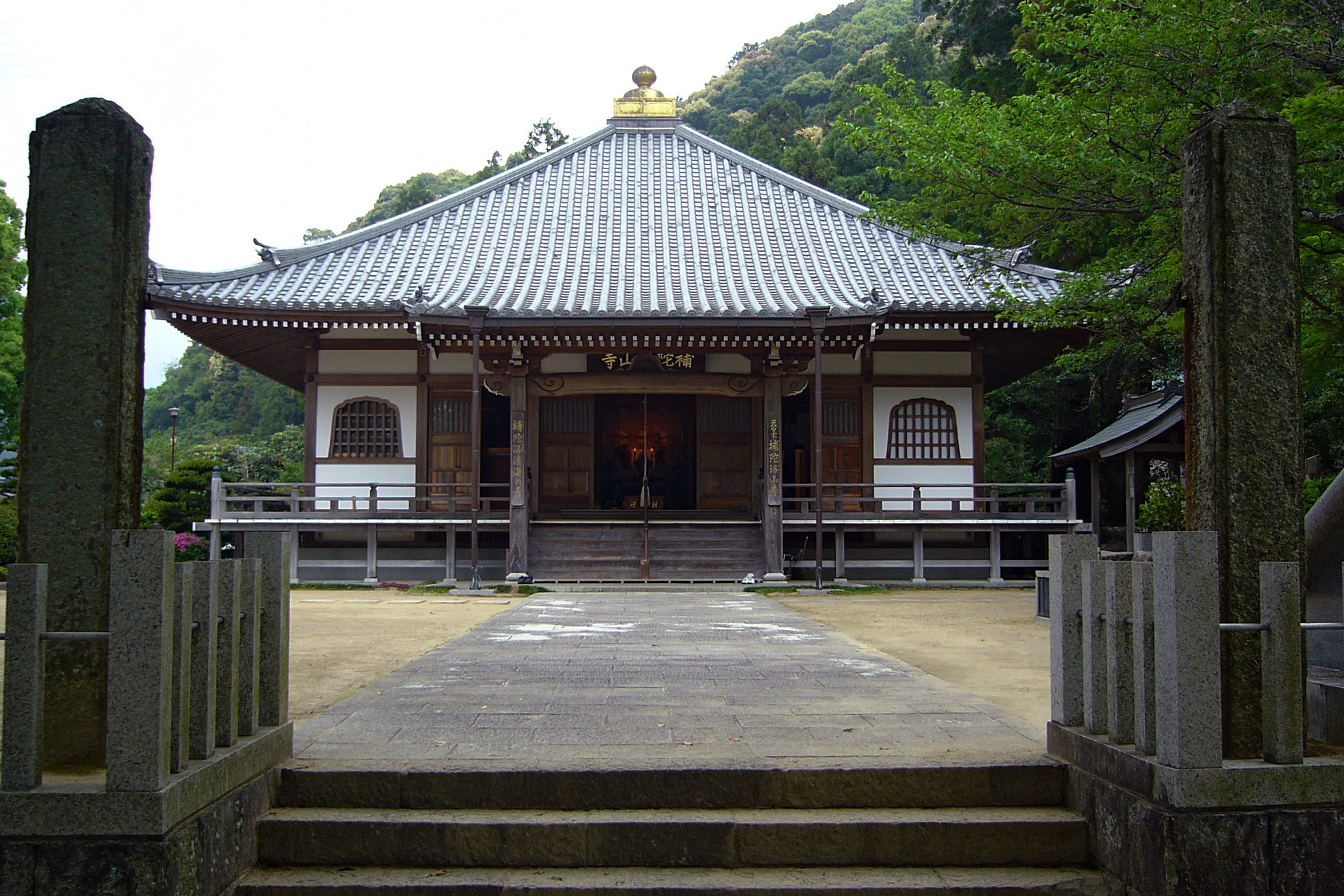
Фударакасандзі (Натікацуура, Вакаяма)
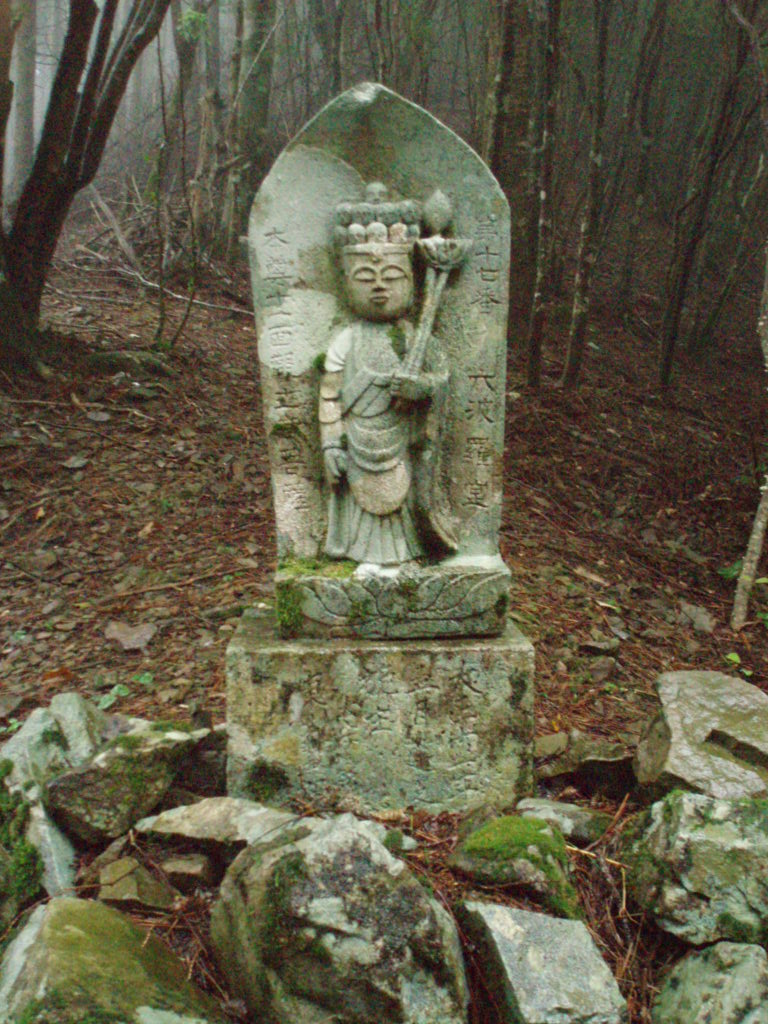
Стантуя Каннон на перевалі Хатенсі (Танабе, Вакаяма)
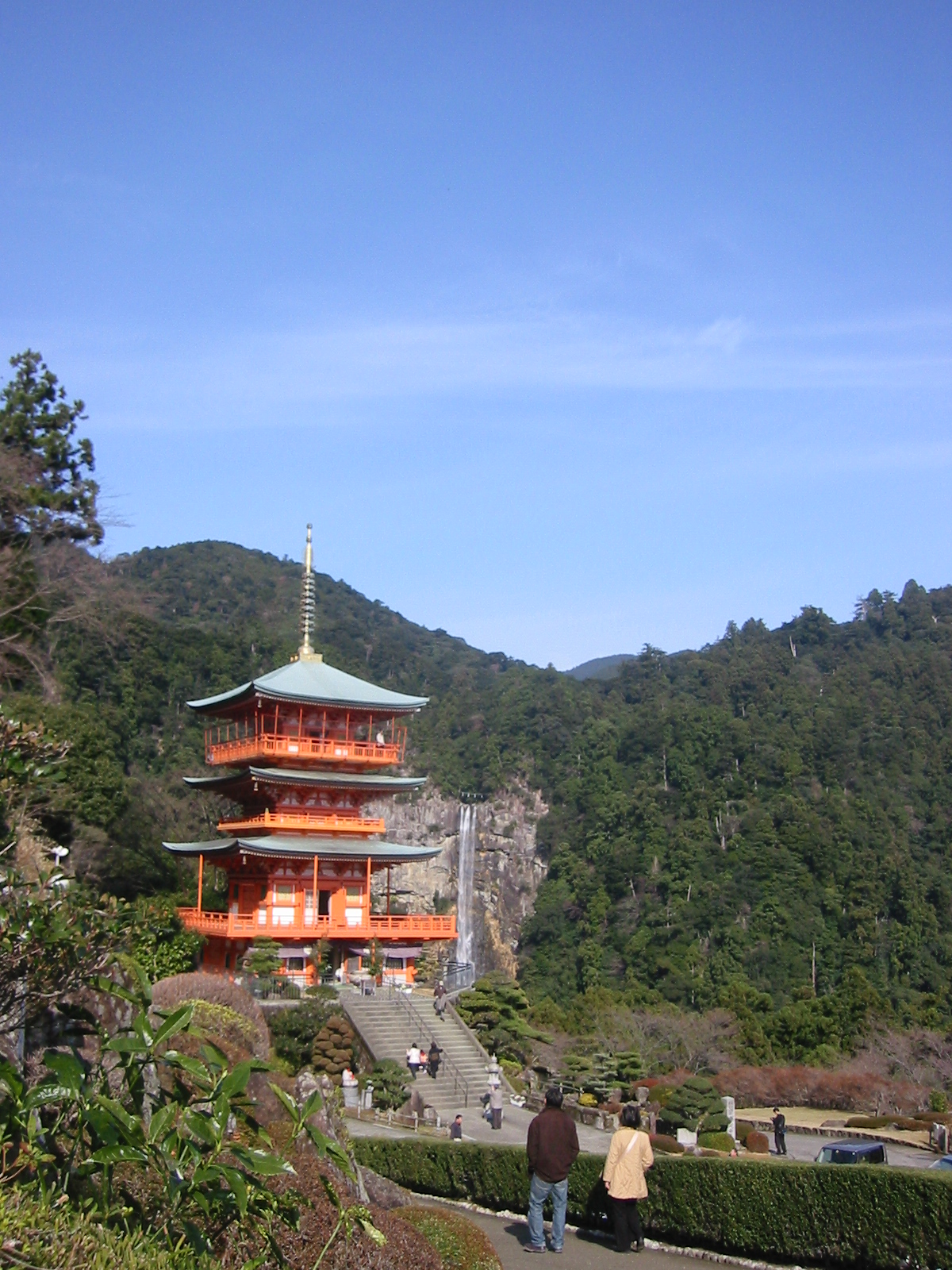
Водоспад Наті (Натікацуура, Вакаяма)